# Landolin Winterer

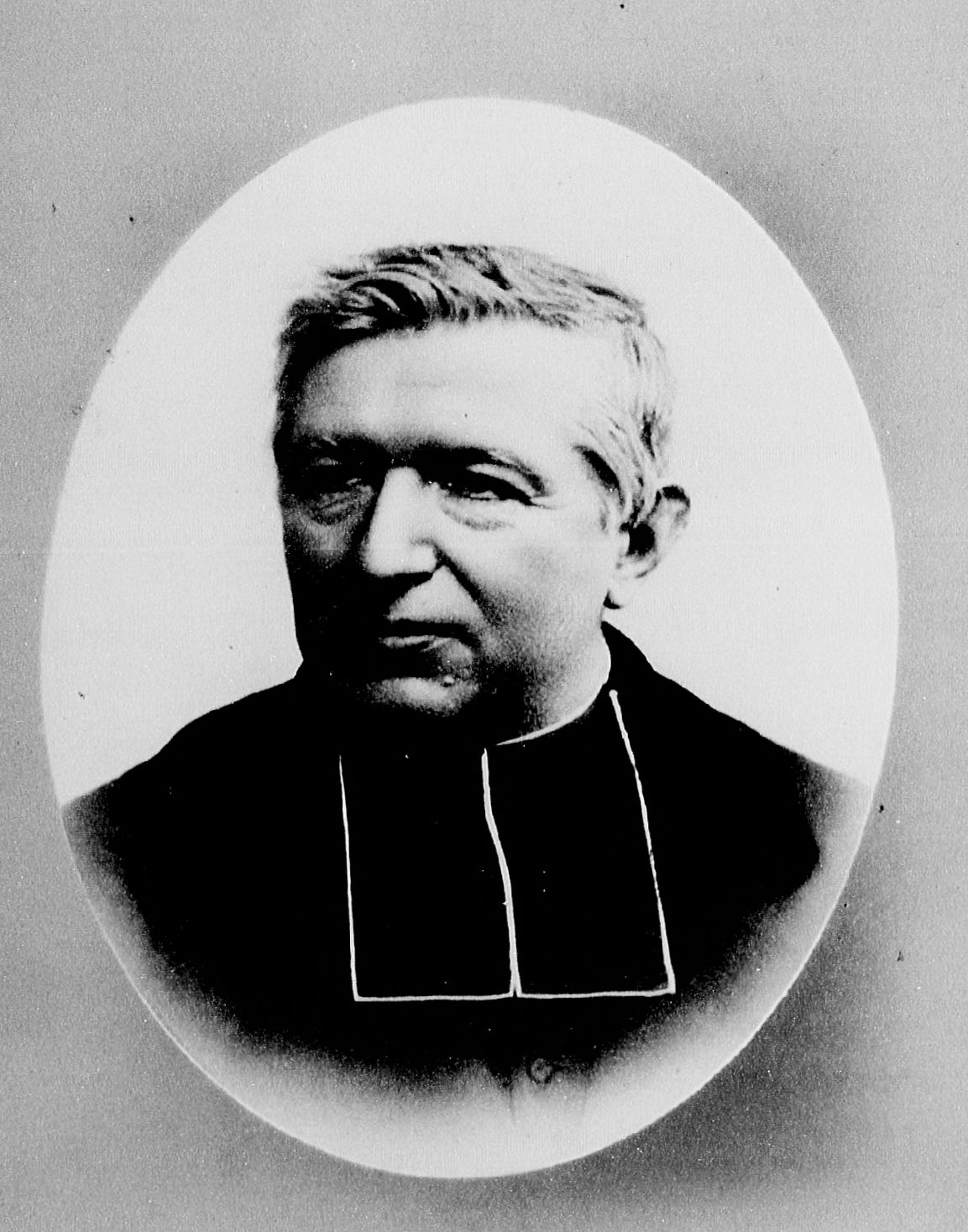
Landolin Winterer; zeitgenössisches Foto

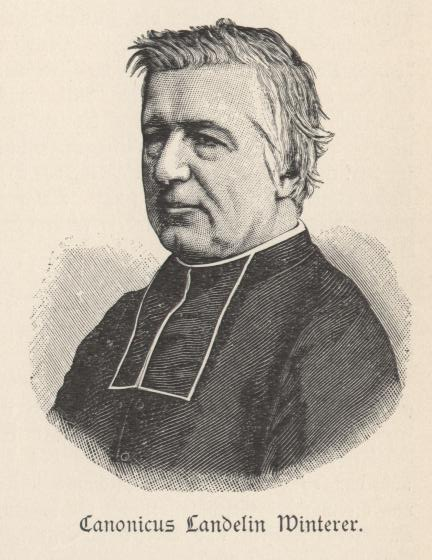
Zeitgenössischer Stich

Landolin Winterer, auch Landelin Winterer, (* 28. Februar 1832 in Ober-Sulzbach; † 30. Oktober 1911 in Sankt Peter) war ein katholischer Geistlicher, Schriftsteller und Mitglied des deutschen Reichstages.

## Leben und Wirken
Landolin Winterer, Sohn eines ins Elsass eingewanderten, badischen Industriearbeiters, besuchte das Knabenseminar in Lachapelle-sous-Rougemont und studierte katholische Theologie im Priesterseminar zu Straßburg, wo er 1856 die Priesterweihe erhielt. Von 1856 bis 1861 wirkte er als Kaplan in Bischweiler, danach bis 1866 in Colmar. Von 1866 bis 1871 hatte er die Pfarrstelle von Gebweiler inne, dann amtierte er in gleicher Funktion zu Mülhausen.
1874 wurde Winterer für den Wahlkreis Elsaß-Lothringen 1 (Altkirch und Thann) zum Mitglied des Reichstages gewählt, wo er sich zunächst den Protestlern (die im Reichstag eng mit dem Zentrum zusammenarbeitete) anschloss und bis zu seinem Ausscheiden, 1903, die Interessen seiner Heimat und der katholischen Kirche vertrat. Die Priester Jacob Ignatius Simonis, Joseph Guerber und Landolin Winterer galten dort als die führenden Köpfe der katholisch-elsässischen Gruppe. Zumindest bei der Reichstagswahl 1890 wurden Winterer von altdeutscher Seite keine Gegenkandidaten entgegengestellt.
Seit 1879 saß er zudem als gewähltes Mitglied für den Kreis Mülhausen im elsaß-lothringischen Landesausschuss, zu jener Zeit noch eine reine Notabeln-Kammer.
Neben apologetischen und politischen Schriften verfasste Landolin Winterer viele Beiträge zur elsässischen Kirchengeschichte. Er trug seit 1871 den Titel eines Monsignore und Ehren-Domherrn (Kanonikus); 1908 wurde er ehrenhalber Apostolischer Protonotar, 1909 ernannte man ihn aufgrund seiner politischen Verdienste zum Staatsrat.
Bei der feierlichen Grundsteinlegung zur neuen Wallfahrtskirche des Hl. Morandus in Altkirch, hielt Winterer am 6. April 1885 als Ehrengast die Festpredigt.
Im Werk Das Elsass von 1870-1932 (Alsatia-Verlag, Colmar, 1938) wird Landolin Winterer als „eine allseits geschätzte und durch Wissen und Können imponierende Persönlichkeit“ charakterisiert (siehe Einzelnachweise unter Nr. 3).

## Werke
(Auswahl)
- Kloster Murbach, 1868
- Die heilige Odilie, oder das christliche Elsaß im siebenten und achten Jahrhundert, 1871
- Zweiunddreißig Fragen aufrichtig bearbeitet für die katholischen Elsässer, 1872
- Eine Pilgerfahrt zu den Heiligen des Bistums Strassburg, 1874
- Die Marienwallfahrten im Ober-Elsass, 1875
- Die elsässischen Glaubensbekenner in der Schreckenszeit, 1876
- Die St.-Josephskirche in den Arbeiter-Cités zu Mülhausen, 1883
- Der heilige Leo IX., der elsässische Papst, 1886
- Der heilige Arbogast, Bischof von Strassburg im siebenten Jahrhundert, 1890
- Der internationale Sozialismus von 1885 bis 1890, Bachem Verlag, Köln, 1891
- Zur Einweihung der Kapelle des heiligen Leo zu Egisheim den 17. Mai 1894
- Das Kloster Schönensteinbach, 1897
- Heilige des Elsasses und andere edle Geschichtsbilder aus den vergangenen Jahrhunderten der Geschichte des Heimatlandes, 1899
- Zur Abwehr! Für Gott, für Christus und Christenthum, 1905
- Ein Blick in die Geschichte der katholischen Kirche in Mülhausen, 1906